# St. Michael's Cave
St. Michael's Cave is de naam van een netwerk van grotten in het Gibraltar Nature Reserve in Gibraltar op een hoogte van meer dan 300 meter boven zeespiegel. Het is de meest bezochte grot van de meer dan 150 grotten gevonden in de Rots van Gibraltar. 

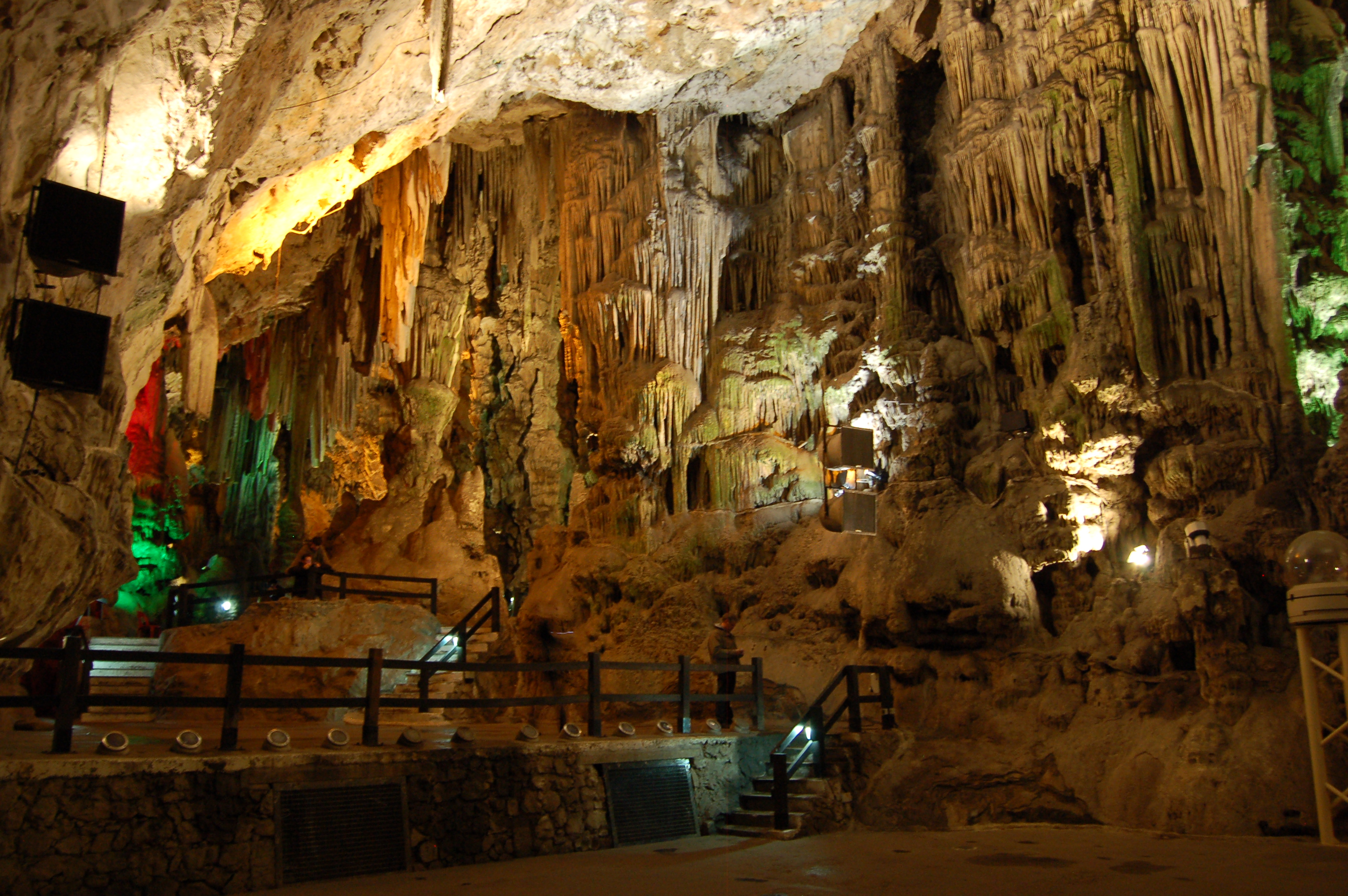
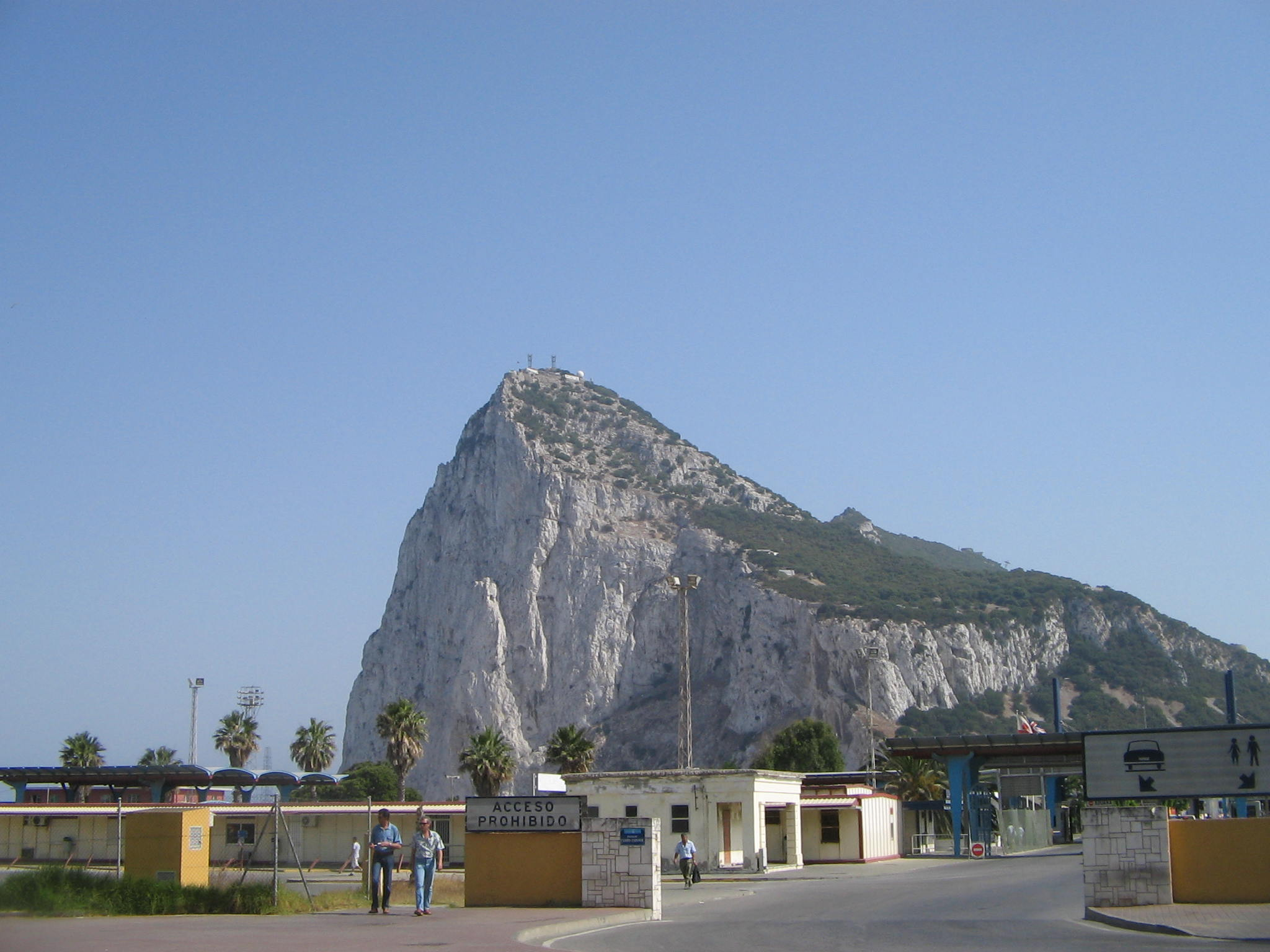
De Rots van Gibraltar